# Ngermid
Ngermid (auch: Armid, Arumizu, Ngarmid) ist ein Ort im administrativen Staat Koror in Palau. Der Ort hatte 2015 1196 Einwohner.

## Geographie
Der Ort liegt im Südosten des Hauptortes Koror, an der Mechang Lagune (Nikko Bay). Der Hügel Ngerunguikl (105 m) erhebt sich westlich des Ortes. Der kurze Fluss Itungelbai verläuft am Ort in einer kleinen Schlucht nach Osten zum Kanal Toachel Mid.

## Klima
Das Klima ist tropisch heiß, wird jedoch von ständig wehenden Winden gemäßigt. Ebenso wie die anderen Orte von Palau wird Ngermid gelegentlich von Zyklonen heimgesucht.